# Lyndsey Van Belle
Lyndsey Van Belle (31 augustus 2003) is een voetbalspeelster uit België. Ze speelt voor KVC Westerlo Ladies
In de zomer van 2020 maakt Lyndsey Van Belle de overstap van het beloftenteam van KAA Gent naar de hoofdmacht. Later, op vrijdag 22 april 2022 werd haar overstap naar Club YLA een feit, waar ze een contract tekende voor 1 jaar.
Lyndsey Van Belle maakte op 16 mei 2023 bekend dat ze haar avontuur stop zet in Club YLA en dat ze voor een KRC Genk Ladies kiest.
In januari 2024 beslist ze door financiële problemen bij KRC Genk Ladies terug naar Club YLA te trekken.
Tijdens de winterstop van 2024-2025 maakt ze de overstap naar KVC Westerlo Ladies. Daar gaat ze een nieuw avontuur aan voor anderhalf seizoen.

## Statistieken
| Seizoen | Club            | Land   | Competitie   | Wedstrijden | Doelpunten |
| ------- | --------------- | ------ | ------------ | ----------- | ---------- |
| 2020/21 | KAA Gent Ladies | België | Super League |             | 1          |
| 2021/22 | KAA Gent Ladies | België | Super League | 20          | 7          |
| 2022-23 | Club YLA        | België | Super League | 28          | 4          |
| Totaal  | Totaal          | Totaal | Totaal       | 48          | 12         |

Laatste update: juni 2021

## Interlands
In 2021 debuteerde Van Belle in het Belgisch voetbalelftal de Red Flames.
In april 2021 speelde ze mee met de U23
In september speelde ze met de U19 het EK en daar scoorde ze één doelpunt